# Gradación
En retórica, la gradación es una figura literaria de repetición que, en origen, consistía en un encadenamiento exclusivamente formal de las palabras (por ejemplo, palabras en versos o frases sucesivas terminadas en las mismas sílabas). No obstante, terminó derivando en una colocación de elementos en un orden ascendente o descendente desde el punto de vista semántico (tratándose de un orden descendente, se llama anticlímax), de manera que las ideas aparezcan encadenadas firmemente. 
Ejemplos:
Ascendente:
Aspiro siempre a lo bello, lo perfecto, lo sublime...
Referencia:
Descendente (anticlímax):
¿De qué sirve sembrar locos amores,
si viene un desengaño que se lleva
árboles, ramas, hojas, fruto y flores?
Referencia: